# Første bølge af feminisme
Første bølge af feminisme var en periode med feministisk aktivitet og tanker, der fandt sted i det 19. og det tidlige 20. århundrede i hele den vestlige verden. Det fokuserede på juridiske spørgsmål, primært på at få stemmeret til kvinder.